# 高延福
高延福（663年—726年），唐代宦官，他是唐玄宗时期著名宦官高力士的养父。高延福历事武则天、唐中宗、唐睿宗、唐玄宗四朝皇帝，担任过宫廷七种职务，开元十四年终於长安来庭里，享年六十四，高力士作为他的养子，将他葬在长乐原，并为他立碑”。